# El Zapote, Juan R. Escudero
El Zapote är en ort i Mexiko.   Den ligger i kommunen Juan R. Escudero och delstaten Guerrero, i den södra delen av landet, 270 km söder om huvudstaden Mexico City. El Zapote ligger 195 meter över havet och antalet invånare är 307.
Terrängen runt El Zapote är huvudsakligen kuperad, men åt nordost är den bergig. Runt El Zapote är det ganska glesbefolkat, med 34 invånare per kvadratkilometer. Närmaste större samhälle är Tierra Colorada, 12,1 km norr om El Zapote. I omgivningarna runt El Zapote växer huvudsakligen savannskog.